# 358 a.C.

## Eventos
- Caio Fábio Ambusto e Caio Pláucio Próculo, cônsules romanos.
- Caio Sulpício Pético foi nomeado ditador e escolheu Marco Valério Publícola como seu mestre da cavalaria.

## Mortes
- Artaxerxes II, foi um xá aquemênida, n. 436 a.C..